# Stazione di Genova Acquasanta
La stazione di Genova Acquasanta è una stazione ferroviaria posta sulla linea Acqui Terme–Ovada-Genova, tratto meridionale della linea storicamente denominata Asti-Genova, e si trova nella frazione di Acquasanta del comune di Genova.

## Storia
La stazione, in origine denominata semplicemente "Acquasanta", venne attivata il 17 giugno 1894 come parte della tratta da Ovada a Genova della linea Asti-Genova.
Nel 1926, in conseguenza dell'aggregazione a Genova dei comuni limitrofi, assunse la nuova denominazione di "Genova Acquasanta".

## Strutture e impianti
La stazione di Genova Acquasanta è composta da un fabbricato viaggiatori a due piani. Sul piano della ferrovia è presente esternamente un atrio collegato alla sala d’attesa, che ha sbocco sul binario 1 e sul sovrappassaggio. Sempre dentro il fabbricato viaggiatori vi sono delle sale contenenti centraline e un vecchio ufficio del dirigente di movimento, ora inutilizzato. Accanto al fabbricato viaggiatori, da un lato si trovano i servizi igienici (ora chiusi) mentre dall’altro un'officina. 
La stazione usufruisce di due binari, dei quali solo il primo è adibito a un costante traffico di viaggiatori; il secondo è utilizzato solo per le precedenze e dispone di un marciapiede di lunghezza ridotta.

### Accessibilità
La stazione è dotata complessivamente di due binari al servizio dei viaggiatori con relative banchine.
La stazione è dotata dei seguenti servizi per l'accessibilità:
- Presenza di sistemi di informazione al pubblico sonori;
- Presenza di sistemi di informazione al pubblico visivi;
- Percorso senza barriere (in piano e/o con rampa) fino al binario 1.

## Movimento
La stazione è servita da tutti i treni regionali destinati a Genova Brignole, Ovada e Acqui Terme.

## Servizi
La stazione è classificata da RFI nella categoria bronze.
La stazione dispone dei seguenti servizi RFI:
- Sala d'attesa

Un tempo la stazione era dotata di un atrio di stazione, che è stato di recente murato e di servizi, anche questi ad oggi murati.

## Interscambi
La stazione dispone dei seguenti servizi di interscambio:
- Fermata autobus (AMT Genova)